# John Rutgert Vanderveer

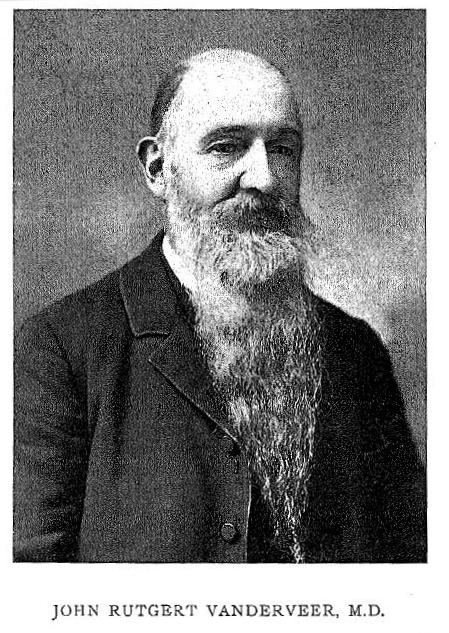
John Rutgert Vanderveer

John Rutgert Vanderveer (ur. 21 kwietnia 1821 w Newtown, zm. 29 września 1898 w Monroe) – amerykański lekarz, ginekolog i położnik.
Jego rodzina miała holenderskie pochodzenie. Urodził się 21 kwietnia 1821 w Newtown w hrabstwie Queens, jako syn Johna Vanderveera i Gertrude Van Alt. Jego stryj Adrian Vanderveer (1796-1857) był ginekologiem, pierwszym specjalistą w tej dziedzinie w hrabstwie. 
Uczył się w Erasmus Hall Academy, następnie studiował na University of the City of New York i studia ukończył w 1853 roku. Później odbył roczny staż w Kings County Hospital u Thomasa Turnera. Następnie przez krótki czas praktykował w rodzinnym mieście, potem przeniósł się do Brooklynu. Zawód lekarza wykonywał do 1891 roku, po czym osiadł w Monroe.
Należał do Medical Society of the County of Kings od 1874 do 1891, w latach 1879-1883 był skarbnikiem. Należał do Kings County Medical Association, New York State Medical Association i American Academy of Medicine.
Był cenionym lekarzem praktykiem, przedstawił dwa opublikowane później odczyty: Flexions and Versions of Non-gravid Uterus (1871) i Post-partum Hemorrhage (1881).
Ożenił się z Hariet Jane Glover, mieli czwórkę dzieci.